# Cytidine-diphosphate-choline
La cytidine-diphosphate-choline (CDP-choline), est un intermédiaire de la biosynthèse des phosphatidylcholines, des phospholipides essentiels aux membranes biologiques, par condensation avec des diglycérides ; elle est issue de la choline, convertie préalablement en phosphocholine.
Commercialisée sous le nom de citicoline, elle est distribuée comme complément alimentaire en tant que nootropique de type cholinergique.